# Euproclus perrieri
Euproclus perrieri is een keversoort uit de familie snoerhalskevers (Anthicidae). De wetenschappelijke naam van de soort is voor het eerst geldig gepubliceerd in 1900 door Fairmaire.